# 兵科色
兵科色（へいかしょく、独: Waffenfarben）は、軍服において、着用する軍人が属する兵科を示すために用いられる色。

## 概要・沿革
軍服の服生地に原色が主に用いられていた時期には、上衣または上下の地色自体が兵科ごとに異なる場合と、生地色が軍種によって統一されている場合は、襟、肩章、袖口等に兵科色の布地が用いられている場合があった。
かつては兵科の判別として重要視されていたため、徴兵検査で色覚異常が認められた者は兵役免除となることが多かった。
20世紀に入り戦闘服、特に陸軍のそれにおいて、カモフラージュ効果の高いカーキ色等の地色、さらに迷彩模様が主流になるとともに、兵科色が用いられる面積も小さくなり、襟章、制帽や肩章の縁取り等に限定的に用いられるようになった。全体としては時代が下るごとに用いられなくなり、バッジその他の記章に代えられる傾向にある。

## アメリカ
第二次世界大戦中のアメリカ陸軍の歩兵はライトブルー、騎兵は黄色、砲兵は緋色、機甲は緑と白。通信はオレンジと白。工兵は緋色と白などである。

## 日本

### 旧日本軍
旧日本陸軍の兵科色は、歩兵は緋色、砲兵は黄色、騎兵は萌黄、工兵ははじめ白、明治19年以降は鳶色、輜重兵ははじめ紫で明治19年以降は藍色、航空兵は淡紺青、憲兵ははじめ緋色で明治45年以降黒色、軍楽隊は紺青色、会計・監督・経理ははじめ藍色で明治19年以降銀茶、軍医ははじめ萌黄色で明治19年以降深緑、獣医ははじめ萌黄、明治19以降に深緑、明治45年以降紫。法務は白。技術は黄色などである。昭和15年に多くの兵科で兵科色が廃止となったが、軍楽、会計・監督・経理、軍医、獣医、法務、技術は兵科色を使用し続けた。
旧日本海軍ではもともと兵科色は准士官以上が使用していたものだったが、昭和17年の改正で下士官兵の兵科も階級章の桜の色によって識別するようになった。水兵は黄色、機関ははじめ青色、明治8年以降紫。軍医・看護は赤、主計ははじめ紫、明治8年以降は白。技術は海老茶。工作は薄紫、水路は青、軍楽隊は藍色、航空は青、整備は緑、法務は萌黄色である。

### 自衛隊
陸上自衛隊において普通科（歩兵部門）が赤色、特科（砲兵部門）が濃い黄色、衛生科が深緑など旧軍に近いイメージカラーとする部門がある。一方で、機甲科（戦車・機械化歩兵部門）が旧軍の騎兵科の萌黄色から橙色（オレンジ）に変わっているなど、旧軍から世襲した科としなかった科に分かれている。警務隊も憲兵隊の黒ではなく藍色である。

## ドイツ

### ドイツ国防軍
ドイツ国防軍の陸軍では兵科色は歩兵は白、砲兵は赤、騎兵はゴールデンイエロー、通信はレモンイエロー、装甲はピンク、山岳部隊はライトグリーン、憲兵はオレンジ、医療はコーンフラワーブルー、獣医はダークグレー、従軍聖職者が紫、工兵は黒、宣伝部隊はライトグレーなどである。ナチス親衛隊も多くは陸軍と同じであるが、独自の物として強制収容所勤務はライトブラウンである。
空軍では航空兵や降下猟兵がゴールデンイエロー、高射砲兵がブライトレッド、通信がゴールデンブラウン、工兵がピンク、建設部隊が黒、飛行場管理がライトグリーンなどである。

### 東ドイツ
東ドイツでは、国防省および国家保安省、内務省などが有する軍事組織の制服に兵科色が使用された。

#### 国防省
国家人民軍では、肩章、襟章、および制帽の縁取り等に兵科色が配された。編成初期には制服や戦闘服の袖口などに施される2mm幅のタックにも兵科色が配されていたが、1960年代になるとこれらは簡略化され、地上軍では一様に白色のパイピングを施すようになった。また何れの機関でも将官用制服のズボンにLampassenと呼ばれる伝統的な装飾を施していたが、これも兵科色が配された。海軍の制服は諸外国と同様式のものだったが、沿岸警備部隊などでは陸軍様式の制服を着用しており、彼らにも兵科色が与えられた。
地上軍(Landstreitkräfte )
- 将官(Generale) - 深紅(hochrot)
- 自動車化狙撃兵(Motorisierte Schützen)、偵察兵(Aufklärung) - 白(weiß)
- 砲兵及びロケット砲兵(Raketentruppen und Artillerie)、防空兵(Truppenluftabwehr) - 赤レンガ色(ziegelrot)
- 戦車兵(Panzer) - ピンク(rosa)
- 工兵(Pionierwesen)、化学防護兵(chemischer Dienst)、車輌運転部門及び輜重兵(Kraftfahrzeugdienst und Militärtransportwesen) - 黒(schwarz)
- 通信兵(Nachrichten) - 黄(gelb)
- 後方部門(Rückwärtige Dienste)、衛生部(Sanitätsdienst)、軍法務部(Militärjustiz)、経理部(Finanzorgane) - 緑(grün)
- 軍楽隊(Militärmusik) - 白(weiß)、自動車化狙撃兵と同色。
- 降下猟兵(Fallschirmjäger) - 橙(orange)、襟章および肩章のみ。降下猟兵の襟章はドッペルリッツェン (Doppellitzen) の装飾を備えず、代わりに落下傘の刺繍が施されている。また降下猟兵は橙のベレー帽を制帽として着用した。

航空軍及び防空軍(Luftstreitkräfte)
- 将官(Generale) - 青(blau)
- 航空軍(Luftstreitkräfte) - ライトブルー(hellblau)
- 防空軍(Luftverteidigung) - ライトグレー(hellgrau)

人民海軍(Volksmarine)
- 海軍航空隊(Marineflieger) - ライトブルー(hellblau)
- 沿岸警備部隊(Küstenschutz) - 白(weiß)
- その他の海軍将兵 - ダークブルー(dunkelblau)。前身である海上人民警察と同じ兵科色。

民間防衛隊(Zivilverteidigung)
- 一般将兵(将官を含む) - ラズベリー色(malinorot)

国境警備隊(Grenztruppen)
- 一般将兵(将官を含む) - 緑(grün)
- 国境警備航空隊(Grenzflieger) - 航空軍と同様の制服を着用する。

#### 内務省、国家保安省など
- 兵営人民警察(Kasernierte Volkspolizei) - 兵営人民警察では赤軍に倣った制服を導入しており、兵科色も赤軍と同様のものであった。
- 人民警察(Volkspolizei) - ダークグリーン(dunkelgrün)。交通警察(Verkehrspolizei)や中央保安警察隊(Zentrale Kräfte Schutzpolizei)も同じ兵科色である。
- 人民警察ヘリコプター隊(Hubschrauberstaffeln der Volkspolizei) - ライトブルー(hellblau)
- 人民警察機動隊(Volkspolizei-Bereitschaft) - ライトグリーン(hellgrün)
- 鉄道警察(Transportpolizei) - ダークブルー(dunkelblau)
- 鉄道警察武装部門(Transportpolizei-Kompanien) - ライトブルー(hellblau)
- 刑務官(Strafvollzug) - ライトグレー(hellgrau)
- 消防官(Berufsfeuerwehr) - ラズベリー色(malinorot)
- 戦闘団(Kampfgruppen) - 無し
- 国家保安省 - マルーン(bordeauxrot)